# Tuve
För andra betydelser, se Tuve (olika betydelser).

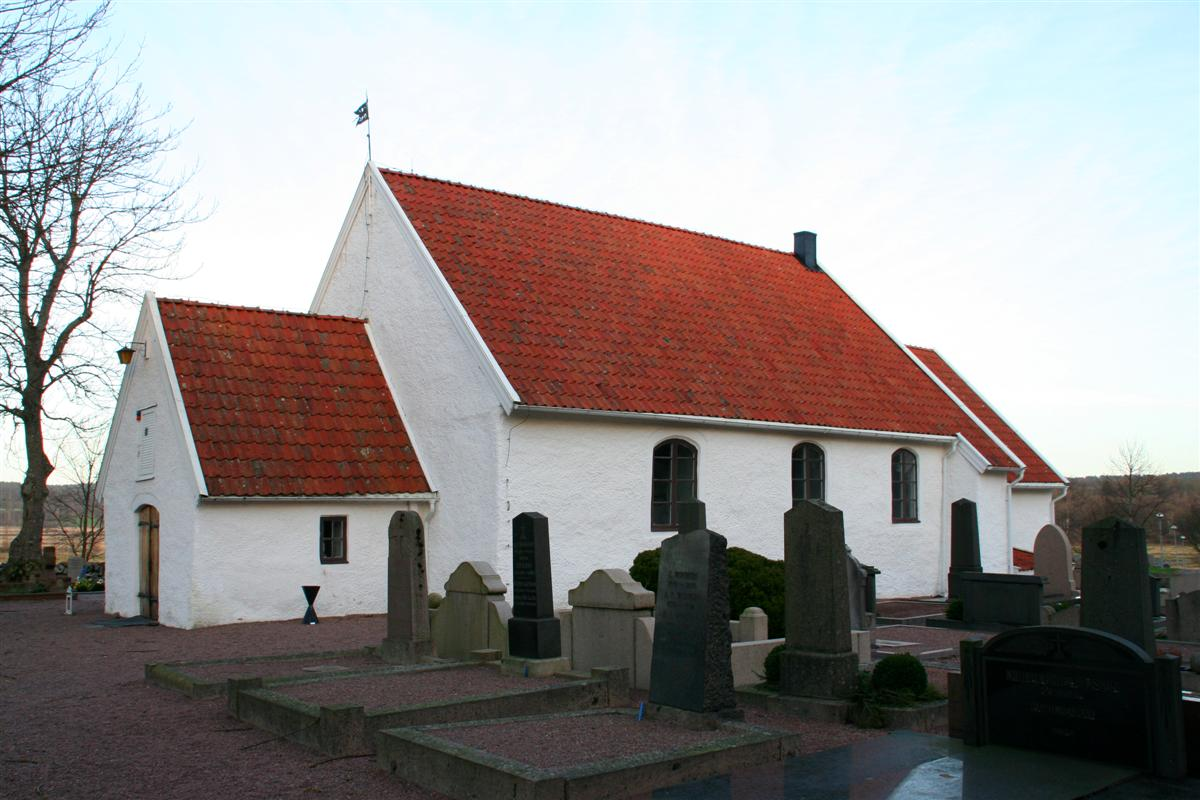
Tuve kyrka, uppförd troligen under senare delen av 1100-talet. Den är belägen drygt 1,5 kilometer norr om Tuve centrum.

Tuve är en stadsdel och ett primärområde i stadsområde Hisingen i Göteborgs kommun. Tuve ligger mitt på Hisingen på gränsen mellan den tätbebyggda staden i söder och landsbygden i norr. Stadsdelen har en area på 1 720 hektar.

## Tuveraset
Tuveraset var ett kraftigt jordskred som inträffade klockan 16.09 den 30 november 1977 i Tuve. Det krävde nio dödsoffer och är därmed en av de värsta naturkatastroferna i Sverige i modern tid.

## Tuve torg
Tuve torg ligger mitt i stadsdelen. Torget byggdes 1971 och arkitekter var Jansson Persson Trogard Arkitektkontor AB, Tage Jansson. Under 2007 fick Tuve torg ett nytt ansikte, då fastighetsförvaltaren GöteborgsLokaler renoverade och förnyade torgytor och fastigheter.

## Busstrafik
Tuve trafikeras av tre busslinjer. 17, en stombusslinje som går Tuve - Björkekärr - Östra Sjukhuset. 44, en vanlig stadsbuss som går Tuve - Backatorp - Bällskär - Hjalmar Brantingsplatsen. Och den sista, 145. Det är en industribuss som går Tuve - Länsmansgården - Volvo Torslanda. 

## Nyckeltal

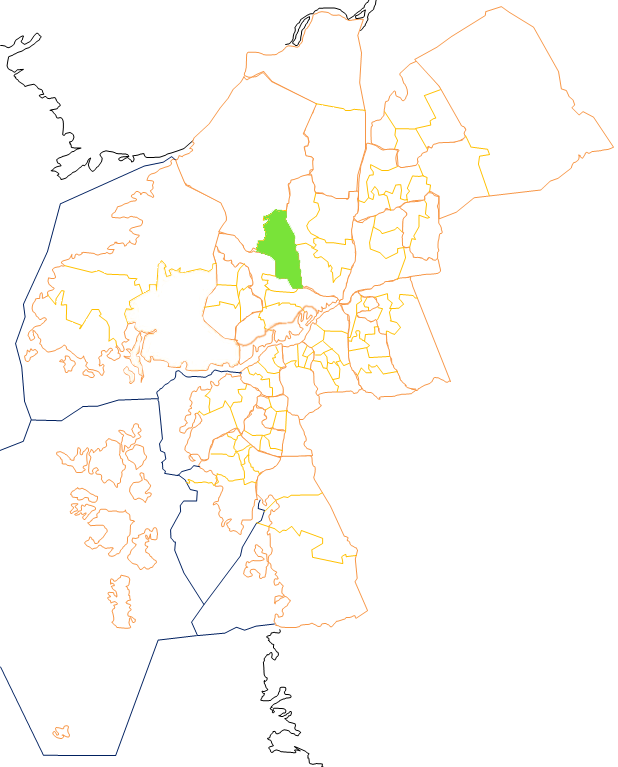
Tuve

Nyckeltalen redovisar statistik som beskriver Göteborg och dess 96 delområden, primärområden, per den 31 december och kan användas för att jämföra de olika områdena. Nedan redovisas uppgifter för primärområdet och jämförelse görs mot uppgifterna för hela kommunen.
|                                                           | Tuve       | Hela Göteborg |
| --------------------------------------------------------- | ---------- | ------------- |
| Folkmängd                                                 | 10 526     | 587 549       |
| Befolkningsförändring 2020–2021                           | +468       | +4 493        |
| Andel födda i utlandet                                    | 27,0 %     | 28,3 %        |
| Andel utrikes födda eller med två utrikes födda föräldrar | 38,2 %     | 38,1 %        |
| Medelinkomst                                              | 323 400 kr | 332 400 kr    |
| Arbetslöshet                                              | 5,9 %      | 6,6 %         |
| Antal ersatta dagar från F-kassan per person (16-64 år)   | 21,4       | 19,5          |
| Andel med eftergymnasial utbildning (minst 3 år)          | 27,7 %     | 37,9 %        |
| Andel bostäder byggda 1961–1970                           | 42,5 %     |               |
| Andel bostäder i allmännyttan                             | 19,7 %     | 25,9 %        |
| Antal färdigställda bostäder 2021                         | 344        |               |
| Andel bostäder i småhus                                   | 33,1 %     | 18,3 %        |

## Stadsområdes- och stadsdelsnämndstillhörighet
Primärområdet tillhörde fram till årsskiftet 2020/2021 stadsdelsnämndsområdet Norra Hisingen och ingår sedan den 1 januari 2021 i stadsområde Hisingen.

## Kända personer med anknytning till Tuve
- Anette Börjesson (född 1954), framgångsrik landslagsspelare i fotboll och badminton
- Lotta Lundgren (född 1971), journalist, författare och reklampersonlighet
- Jonas Olsson (född 1970), fotbollsspelare och tränare i IFK Göteborg
- Magnus Wislander (född 1964), framgångsrik handbollsspelare, utsedd till världens bästa handbollsspelare under 1900-talet
- Steffo Törnquist (född 1956), bosatt i Tuve i ett par år under tidigt 2010-tal.

## Byggnadsminne

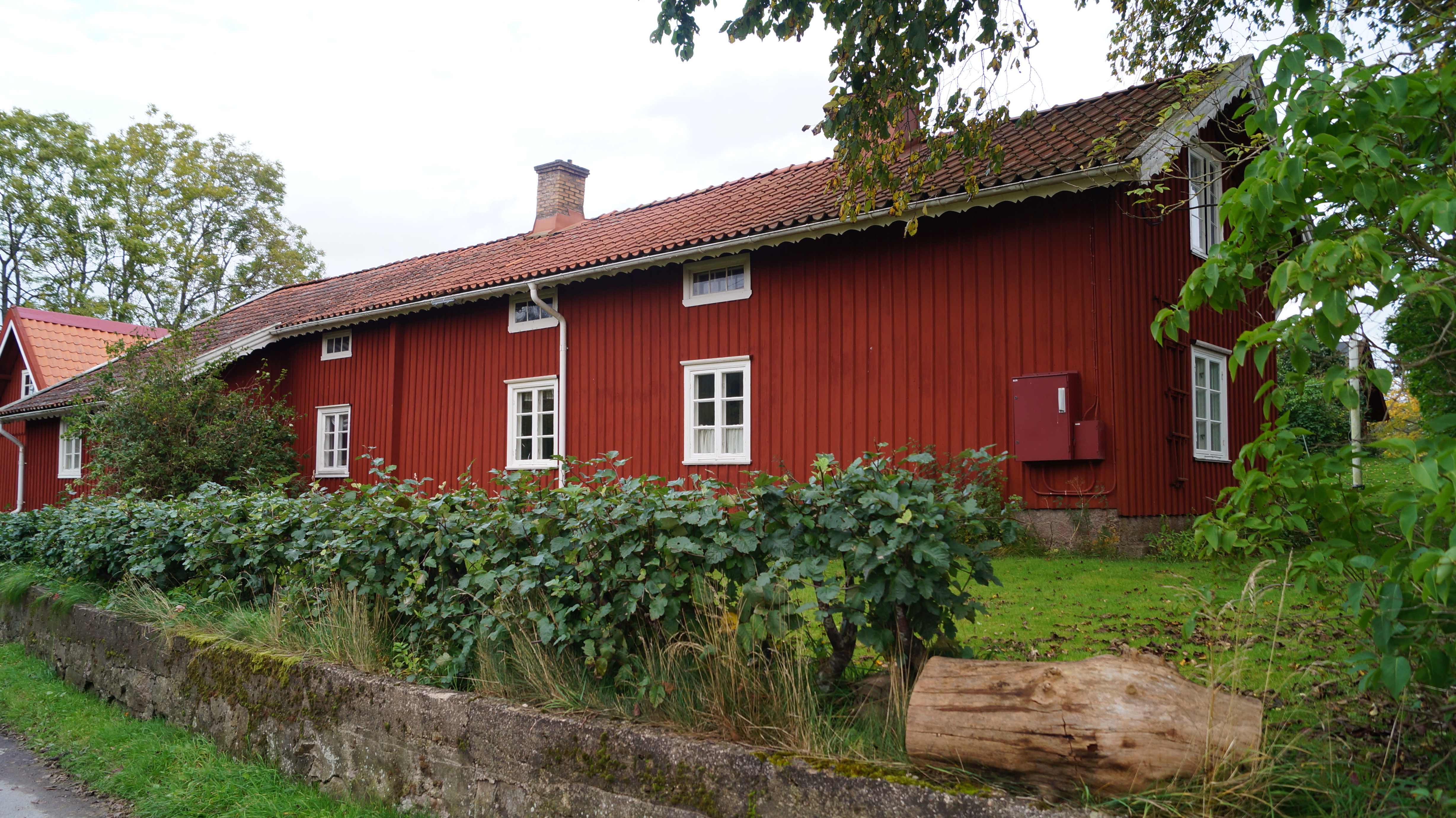
Skändla sörgård, Tuve i Göteborg.

Skändla sörgård är en bondgård, som ligger i Skändla by i Tuve. Gården är byggnadsminne enligt Kulturmiljölagen sedan 7 juni 2002. Adressen är Tuve kyrkväg.